# Bastukläpptjärnen
Bastukläpptjärnen är en sjö i Skellefteå kommun i Västerbotten och ingår i Sävaråns huvudavrinningsområde.